# Biserica de lemn din Piatra Șoimului

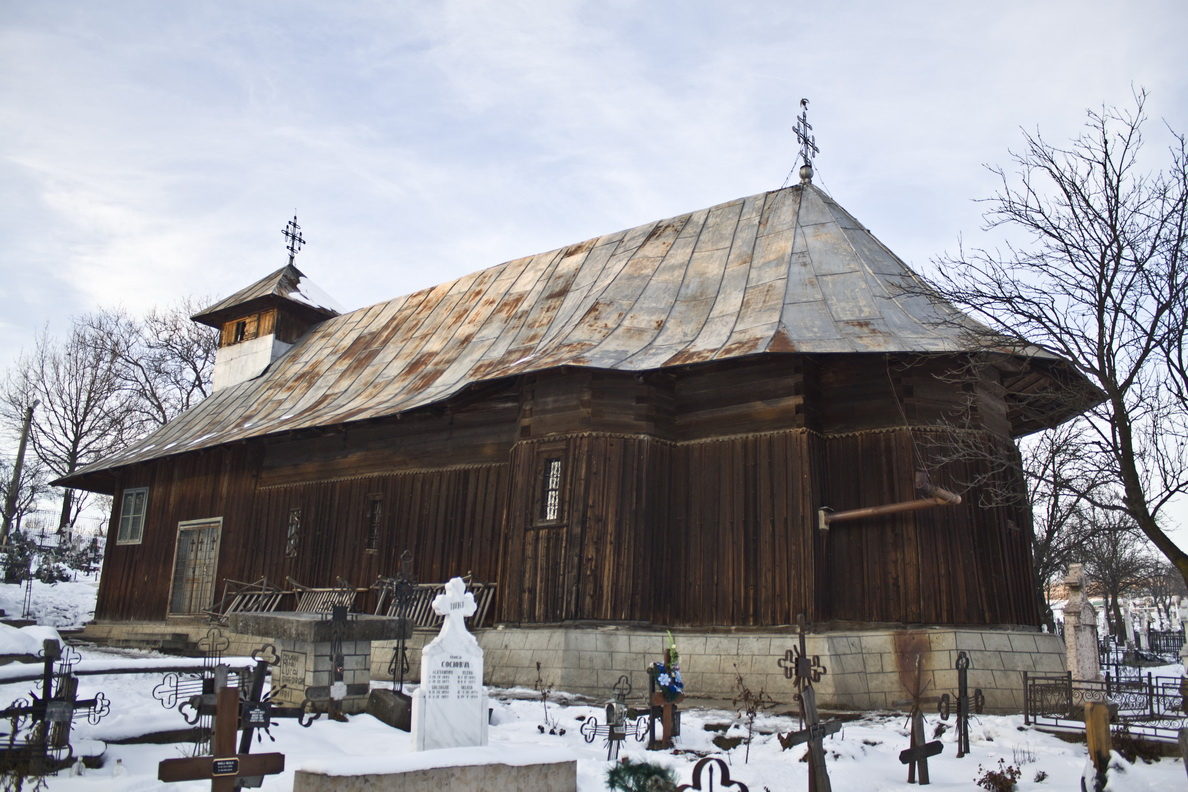
Biserica de lemn din Piatra Şoimului, judeţul Neamţ

Biserica de lemn din Piatra Șoimului,  din localitatea cu același nume, județul Neamț.